# Keyonte George
Keyonte Darnell George (Lewisville, 8 novembre 2003) è un cestista statunitense, professionista nella NBA con gli Utah Jazz.

## Biografia
Keyonte Darnell George, nato l'8 novembre 2003, ha giocato a basket per i Baylor Bears a livello universitario. Successivamente, è diventato un giocatore per i Utah Jazz nell'NBA. Era tra i giocatori noti della classe 2022.

### Carriera giovanile
Durante i suoi anni di scuola superiore ha iniziato la sua carriera cestistica presso la Lewisville High School in Texas. Nel suo primo anno, ha messo a segno una media di 21 punti a partita, insieme a quattro rimbalzi e quasi due intercetti, guadagnandosi il titolo di Giocatore Offensivo dell'Anno del Distretto 6-6A. L'anno successivo, con una media di 23,9 punti, 5,1 rimbalzi, e più di due intercetti e assist a partita, è stato premiato come MVP dello stesso distretto. Poi, per il suo terzo anno, ha cambiato scuola, trasferendosi alla iSchool di Lewisville, con una media di 24.8 punti a partita. Per il suo ultimo anno, ha deciso di frequentare la IMG Academy in Florida, dove ha segnato una media di 17,8 punti a partita e ha avuto una percentuale di tiro da tre punti del 41%.Prima di iniziare la sua carriera universitaria nel 2023 presso la Baylor University, George è stato il giocatore con il ranking più alto nella storia del programma della IMG Academy.

### College
Nel 2022, secondo i principali servizi di reclutamento, era universalmente riconosciuto come un recluta di cinque stelle e uno dei giocatori più talentuosi della sua classe. L'8 agosto 2021 ha scelto di giocare a basket per la Baylor University, preferendola rispetto ad altre offerte provenienti da università come Texas, Texas Tech, Kansas e Kentucky.
Il 11 gennaio 2023 ha messo a segno 32 punti in una vittoria per 83-78 contro West Virginia. Per le sue notevoli prestazioni, è stato premiato come Matricola dell'Anno del Big 12 e inserito nella Seconda Squadra All-Big 12. Durante il suo primo anno alla Baylor, George ha segnato un totale di 506 punti, il secondo risultato più alto nella storia della scuola. Ha inoltre stabilito un nuovo record per la Baylor con 20 partite in cui ha realizzato almeno 20 punti.

## NBA

### Utah Jazz (2023-attuale)
Nel 2023 gli Utah Jazz hanno scelto Keyonte Darnell George come sedicesima scelta assoluta nel draft NBA 2023

## Nazionale
Nella modalità di gioco 3x3 ha rappresentato gli Stati Uniti al Campionato del Mondo FIBA 3x3 Under-18 del 2021 in Ungheria. Grazie alla sua media di 8,2 punti a partita, la più alta del torneo, e alla sua guida decisa, la sua squadra ha conquistato la medaglia d'oro. Per queste prestazioni, è stato nominato MVP del torneo.

## Statistiche

### College
| Anno      | Squadra      | PG | PT | MP   | TC%  | 3P%  | TL%  | RP  | AP  | PRP | SP  | PP   |
| --------- | ------------ | -- | -- | ---- | ---- | ---- | ---- | --- | --- | --- | --- | ---- |
| 2022-2023 | Baylor Bears | 33 | 33 | 28,6 | 37,6 | 33,8 | 79,3 | 4,2 | 2,8 | 1,1 | 0,2 | 15,3 |
| Carriera  | Carriera     | 33 | 33 | 28,6 | 37,6 | 33,8 | 79,3 | 4,2 | 2,8 | 1,1 | 0,2 | 15,3 |

### NBA

#### Regular Season
| Anno      | Squadra   | PG  | PT | MP   | TC%  | 3P%  | TL%  | RP  | AP  | PRP | SP  | PP   |
| --------- | --------- | --- | -- | ---- | ---- | ---- | ---- | --- | --- | --- | --- | ---- |
| 2023-2024 | Utah Jazz | 75  | 44 | 27,0 | 39,1 | 33,4 | 84,8 | 2,8 | 4,4 | 0,5 | 0,1 | 13,0 |
| 2024-2025 | Utah Jazz | 67  | 35 | 31,5 | 39,1 | 34,3 | 81,8 | 3,8 | 5,6 | 0,7 | 0,1 | 16,8 |
| Carriera  | Carriera  | 142 | 79 | 29,1 | 39,1 | 33,9 | 83,1 | 3,3 | 5,0 | 0,6 | 0,1 | 14,8 |

## Palmarès

### Individuale

#### NBA
- NBA All-Rookie Second Team (2024)